# Ирович, Гордан
Го́рдан И́рович (сербохорв. Gordan Irović, серб. Гордан Ировић, 2 июля 1934, Сараево — 26 мая 1995, Мюнхен) — югославский футболист, игравший на позиции вратаря, в частности, за клуб «Динамо» (Загреб). Участник чемпионата мира 1958 года в составе национальной сборной Югославии.

## Клубная карьера
Ирович начал профессиональную карьеру в клубе «Вележ», в котором провёл три сезона. В течение 1957—1963 годов защищал цвета клуба «Динамо» (Загреб), приняв участие в 93 матчах чемпионата. В составе команды выиграл чемпионат Югославии в 1958 году и Кубок Югославии в 1960 году. Кроме того, он провёл пять матчей за «Динамо» в Кубке европейских чемпионов, а в 1963 году вышел в финал Кубка ярмарок.
С 1963 по 1966 год выступал в любительских клубах Германии, таких как «Фёникс 03», «Сюдвест», «Людвигсхафенер» и «Оггерсхайм». В 1966 году перешёл в австрийский клуб «Ваккер» из высшего дивизиона, за который провёл 8 матчей. В начале следующего года перешёл в команду «Радентайн», с которой снова вышел в элитный дивизион. В своём последнем сезоне в карьере, 1967/1968, провёл за эту команду 12 матчей в чемпионате.

## Карьера в сборной
В 1958 году вошёл в состав сборной на чемпионате мира в Швеции, но на поле не выходил.

## Тренерская карьера
В 1972 году Ирович возглавлял канадский клуб «Торонто Кроэйша» в National Soccer League. Некоторое время работал тренером вратарей в загребском «Динамо», а также был юристом.
Умер в Мюнхене в 1995 году.

## Достижения
«Динамо» (Загреб)
- Чемпион Югославии: 1957/1958
- Обладатель Кубка Югославии: 1960